# Val de Briey
Val de Briey ist eine französische Gemeinde mit 7.906 Einwohnern (Stand: 1. Januar 2022) im Département Meurthe-et-Moselle in der Region Grand Est. Sie ist Unterpräfektur des Arrondissements Val-de-Briey und ist Mitglied im Gemeindeverband Communauté de communes Orne Lorraine Confluences. Das Bureau centralisateur des Kantons Pays de Briey befindet sich in Val de Briey.

## Geografie
Val de Briey liegt etwa 19 Kilometer südwestlich von Thionville und etwa 66 Kilometer nordnordwestlich von Nancy. Das Gemeindegebiet wird vom Fluss Woigot durchquert, ganz im Südwesten verläuft der Sèchevaux. Umgeben wird Val de Briey von den Nachbargemeinden Bettainvillers und Avril im Norden, Moyeuvre-Grande im Osten, Jœuf, Homécourt und Moutiers im Süden, Les Baroches im Südwesten, Lantéfontaine im Westen, Anoux im Westen und Nordwesten sowie Tucquegnieux im Nordwesten.

## Geschichte
Zum 1. Januar 2017 wurden die Gemeinden Briey, Mance und Mancieulles zu einer Commune nouvelle zusammengelegt.

## Gliederung
| Ortsteil                | ehemaliger INSEE-Code | Fläche (km²) | Einwohnerzahl (2022) |
| ----------------------- | --------------------- | ------------ | -------------------- |
| Briey (Verwaltungssitz) | 54099                 | 27,13        | 5.511                |
| Mance                   | 54341                 | 07,39        | .0594                |
| Mancieulles             | 54342                 | 04,39        | 1.801                |

## Sehenswürdigkeiten

### Briey
- Pfarrkirche Saint-Gengoult (12. Jahrhundert) mit dem Calvaire von Ligier Richier, einer Gruppe von sechs geschnitzten Holzfiguren in natürlicher Größe, seit 1987 als Monument historique klassifiziert[2]
- Glockenturm (1722), seit 1989 als Monument historique eingeschrieben[3]
- Rathaus (Hôtel de ville), erbaut 1789, seit 1996 in Teilen als Monument historique eingeschrieben[4]
- Cité Radieuse, 1960 nach Plänen von Le Corbusier erbaut
- Stausee Sangsue
- Staatswald von Moyeuvre-Grande

### Mance
- Pfarrkirche Saint-Martin, erbaut 1842 als Ersatz für den Vorgängerbau von 1663
- Pfarrhaus aus dem 18. Jahrhundert

### Mancieulles
- Pfarrkirche Saint-Siméon aus dem 12. Jahrhundert, Umbauten aus dem 18. und 20. Jahrhundert
- Ehemalige Kapelle Notre-Dame in Saint-Pierremont aus dem 20. Jahrhundert
- Calvaire. 1826 errichtet

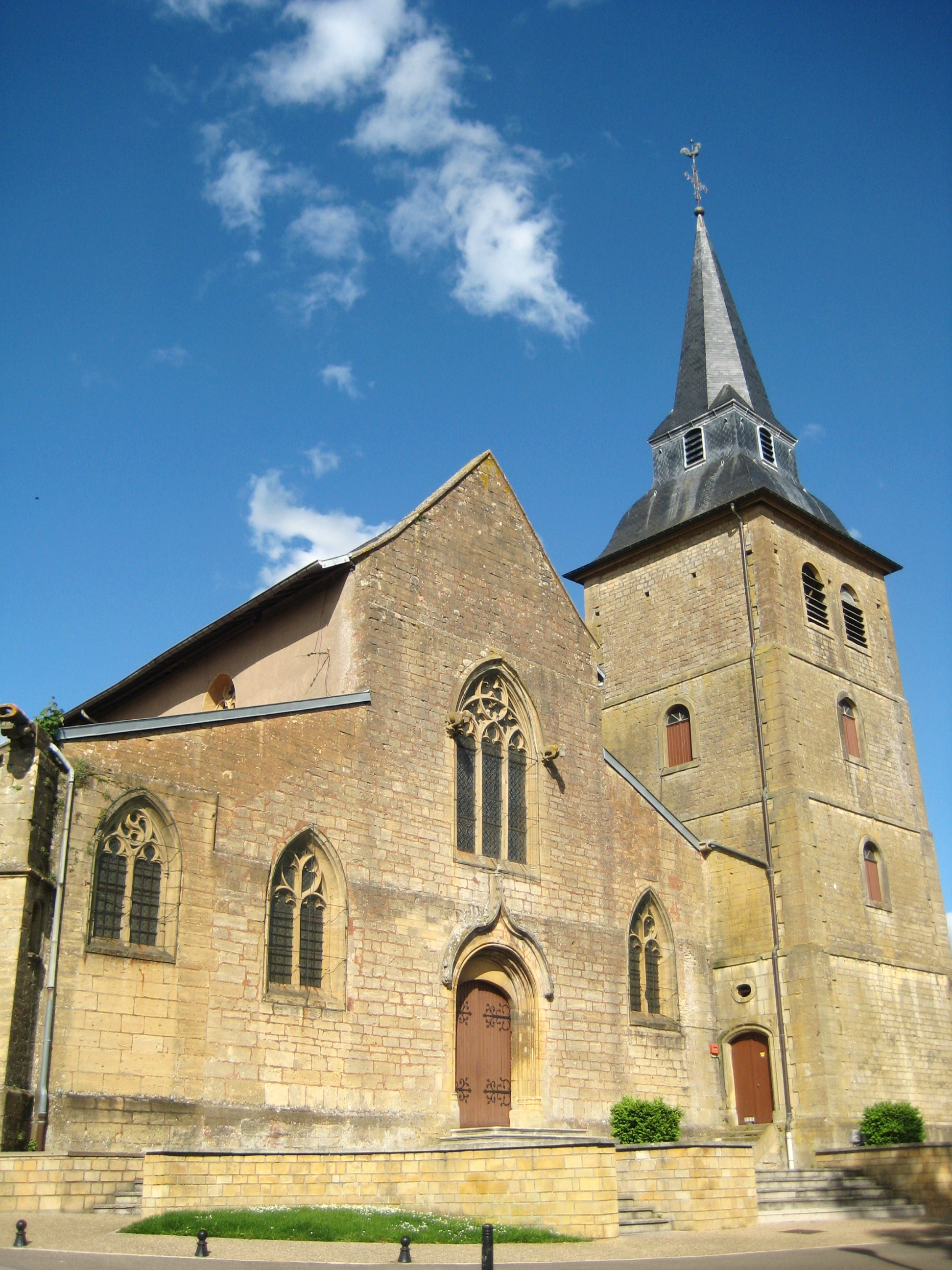
Kirche Saint-Gengoult (Briey)
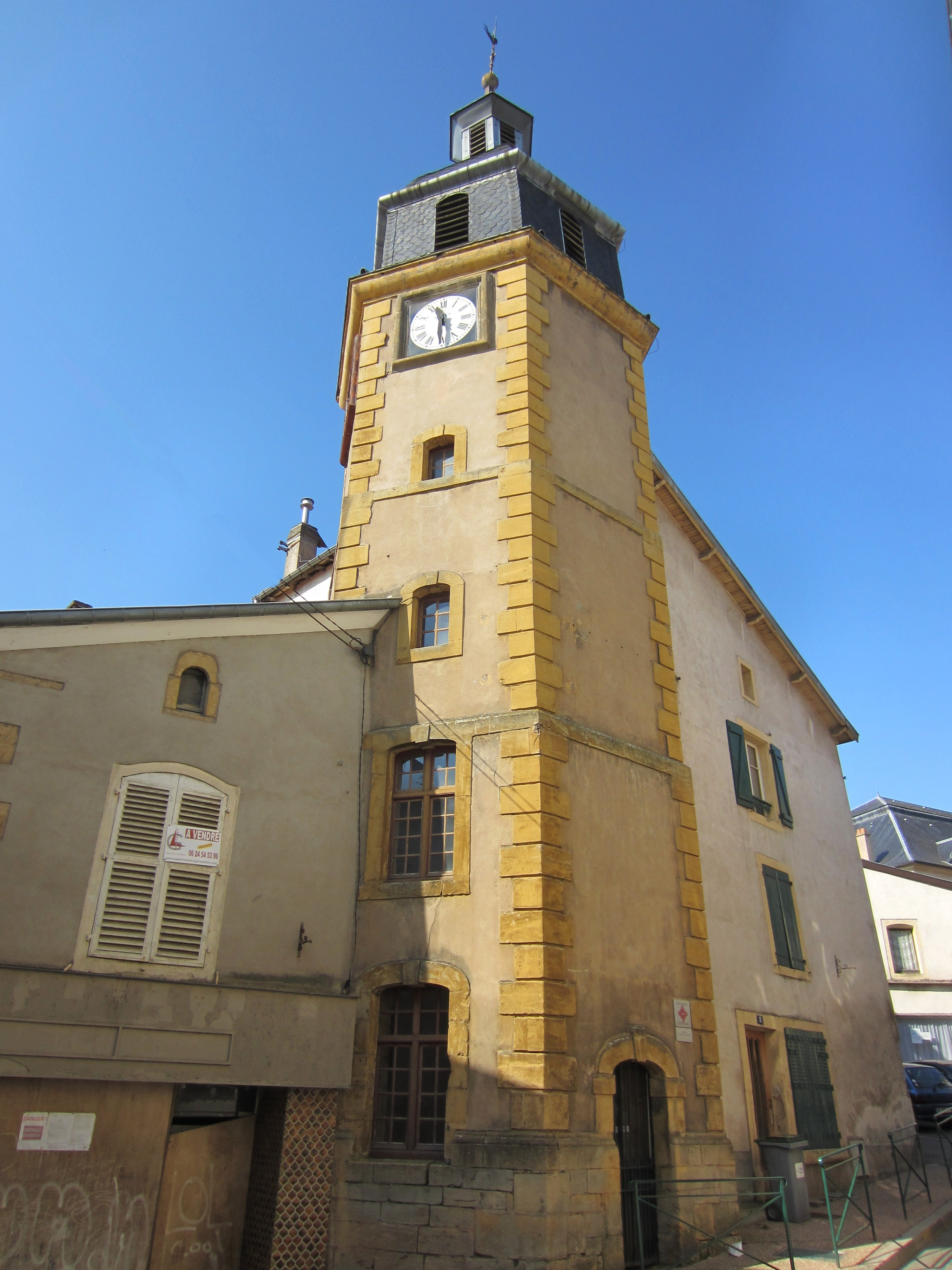
Glockenturm (Briey)
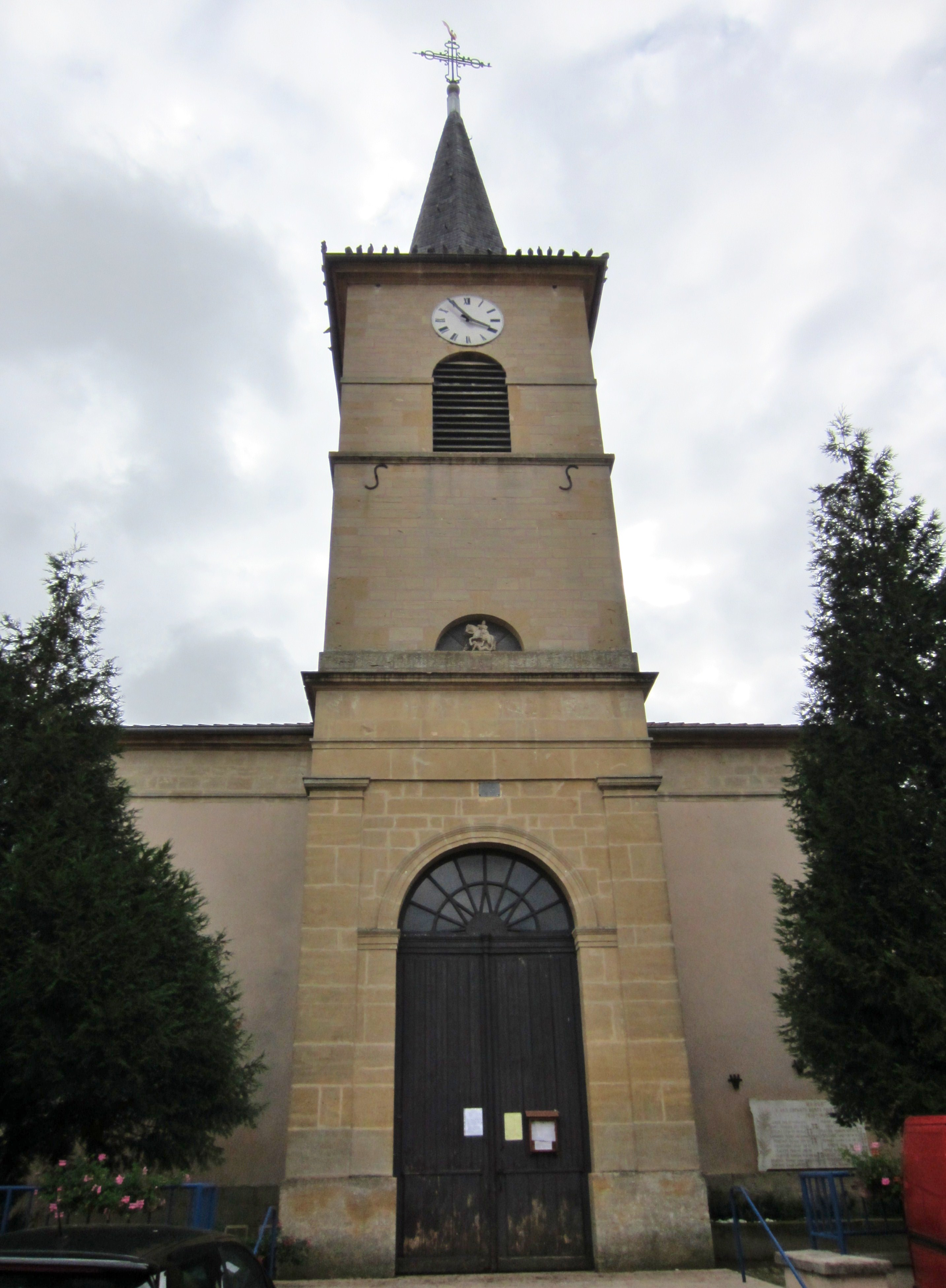
Kirche Saint-Martin (Mance)
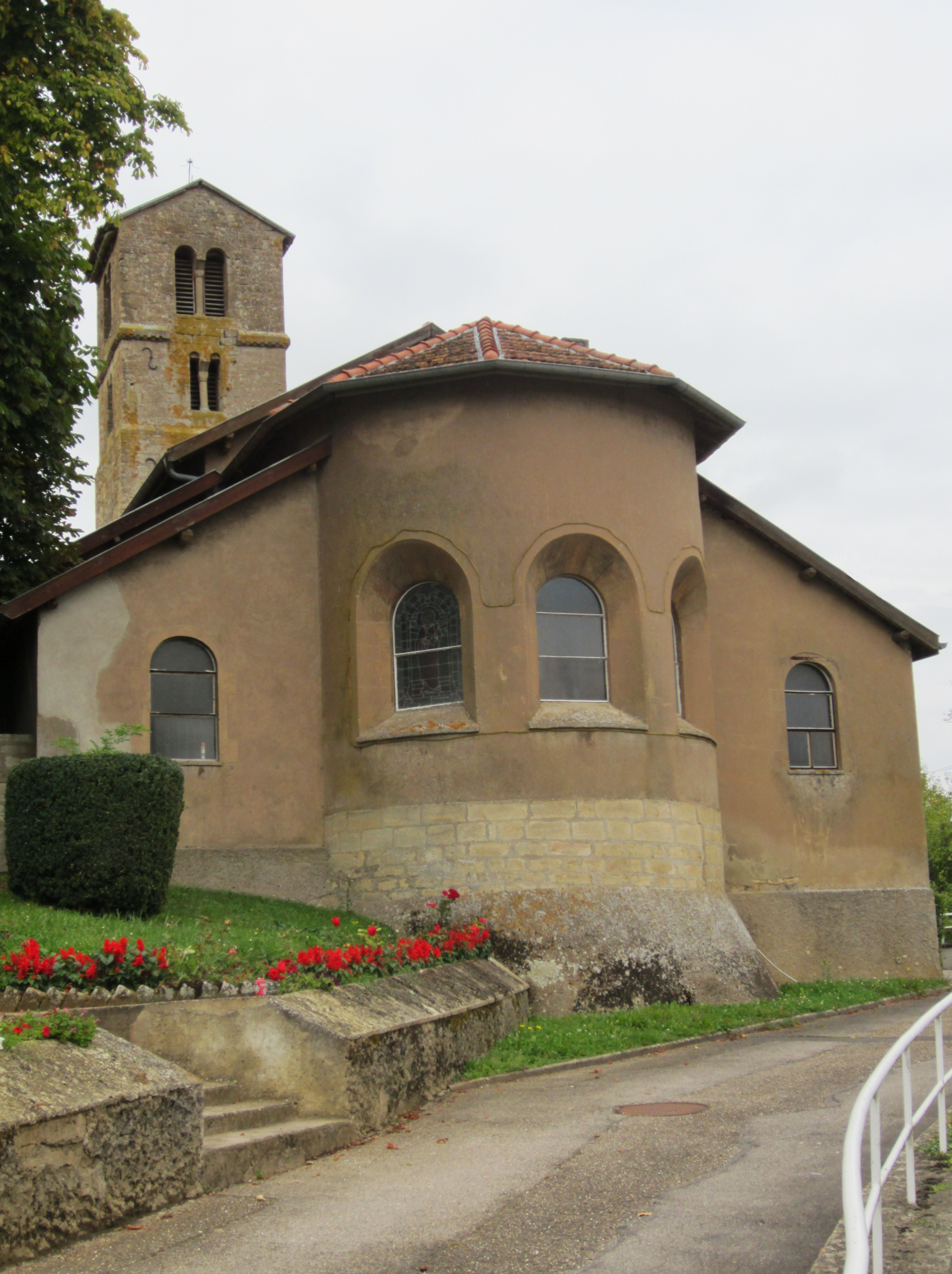
Kirche Saint-Siméon (Mancieulles)

## Städtepartnerschaften
Briey unterhält Partnerschaften zu:
- Niederaußem (Deutschland); seit 1958.
- Szczawno-Zdrój (Polen); seit 1991.